# Game Two
Game Two är en tysk webb-TVsändning om TV- och datorspel som produceras på uppdrag av Funk. Det är uppföljningsserien till Game One som lades ner i december 2014.

## Moderatorer
Programledarna i serien har följt med från den tidigare serien Game One; Simon Krätschmer, Daniel Budiman, Nils Bomhoff och Etienne Gardé, kompletterat av de nya programledarna Lara Trautmann och Sofia Kats. Ingo Meß agerar berättarröst i de flesta episoderna. 
Avsnitt 7 programleddes dock av Florentin Will och Lars Eric Paulsen på grund av sjukdom. De var då utklädda som ordinarie programledare Nils Bomhoff och Etienne Gardé. 

## Studio
Studion, belägen i stadsdelen Altona-Nord i Hamburg, ägs av företagets eget produktionsföretag Rocket Beans Entertainment GmbH. Studions dekor består av träpanel och inredning med speltema, såsom olika spelkonsoler som bakgrund och en diskett som bord. Två fåtöljer och en soffa fungerar som sittplatser för gästerna. Dessutom finns en greenscreen.

## Innehåll
Serien recenserar nysläppta TV- och datorspel, ofta med en stor del humor. Nästan alla testade spel parodieras under testet och kommenteras med korta utdrag från filmer, serier eller internetvideor. I slutet av varje nummer visas bloopers från programmet. 
Konceptuellt liknar serien den tidigare serien Game One och annan klassisk datorspeljournalistik. Den första säsongen, Game Two, sändes alltid live. 

### Programpunkter
Programpunkterna är en del av TV-programmet. Vissa format är nya, andra fortsatte från det föregående programmet Game One. 
| Kategori           | Tema |
| ------------------ | --- |
| Uppgrävt           | Presentation av äldre videospel. |
| BEANS: Tag & Nacht | Sitcom baserad på Game Twos redaktion, presenterat som en parodi på Berlin – Tag & Nacht.                                                                                                 |
| BEEF!              | Medlemmar i redaktionen möter varandra i TV- och datorspel. |
| Kommande           | Parodier på välkända spel med ordskämt som härrör från speltitlar (exempel: "Donkey Bong" istället för Donkey Kong, "DUMM" istället för DOOM eller "Mett Space" istället för Dead Space). |
| Spårsökning        | Diskussion om spelgenrer som inte längre representeras lika starkt på marknaden. |
| Under radarn       | En lista över spel som släppts men inte presenterades i föregående sändningar. |